# جاذبية جسدية

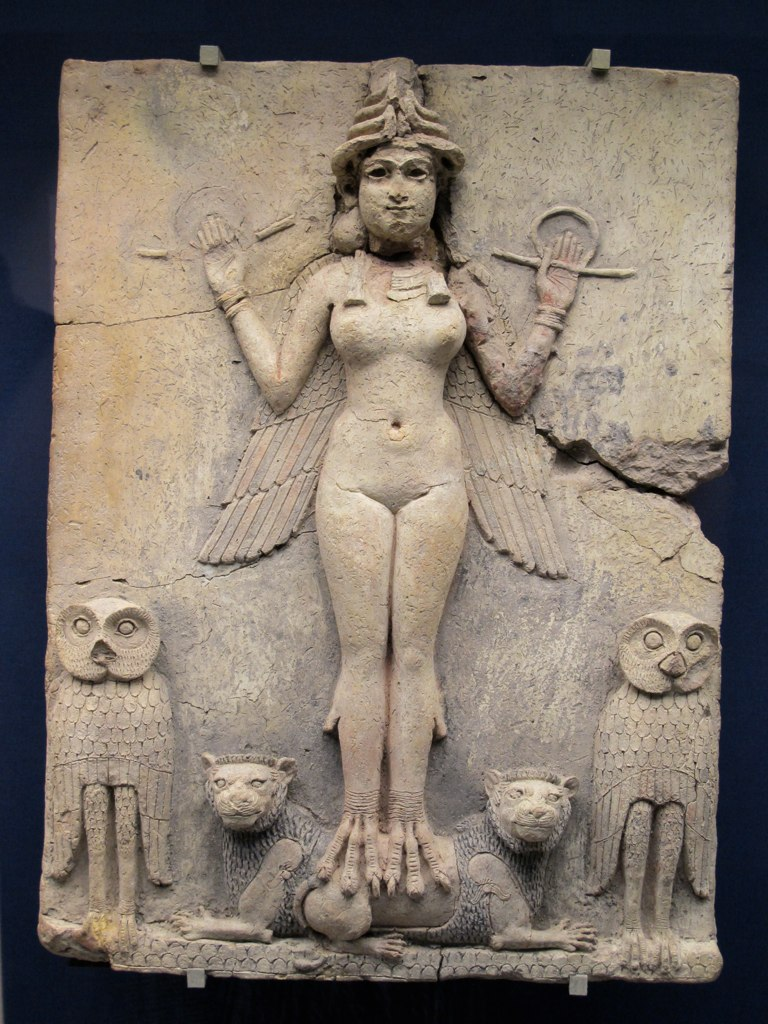

الجاذبية الجسدية هي معيار للشكل الخارجي للأشخاص والذي يجعلهم جذابين، ويمكن تسميته بالجاذبية الجنسية أو الرغبة بالشخص الآخر وبصورة عامة فالانجذاب يحصل في جميع الثقافات وتعتمد على التفضيلات الشخصية الفردية وكمعيار للتحديد يميل البعض إلى وصف الآخرين بالصفات الحسنة كالذكاء والصدق وما إلى ذلك للأشخاص الذين ينجذبون لهم.
وقد وجد بعض الباحثين وعلماء النفس التطوري أن الرجال يميلون للأشخاص الأذكياء أكثر من النساء وهذا يعني ذكائك الحادّ سواء كنت ذكرا أو انثى سينقلب عليك عكسيا في اشتهاء الآخرين لك، ملامح وصفات الشخص الذكي؟؟؟
وبالمعدلات المتوسطة ينجذب الرجال إلى النساء اللاتي يتمتعن بمظهر الشباب وبملامح وجه واضحة ومتماثلة وبقية الملامح (امتلاء الثديين، امتلاء الشفتين، وانخفاض نسبة الخصر إلى الورك) جميع الملامح الجسدية تنطبق على الوجه فالرجال يشمئزون من المراة ذات الوجه الصغير والصدر البارز لأنه لا يوجد تناسب
بينما النساء يميلون إلى الرجال الأطول منهن وأطول من الرجال الآخرين فهم يعشقون الرجل الطويل ذو الملامح الوجهية المتماثلة، والذين يتميزون بعرض الأكتاف وضيق الخصر وبذلك فهم يمثلون جذع على شكل رقم 7 بالإضافة إلى أنهم يتمتّعون بالرجولة masculine والجمال facial dimorphism
بالإضافة أن انجذاب الآخرين لك يشير إلى الصحة والخصوبة فطبقا للدراسات الإحصائية تبيّن أن شكل الوجه يعكس صحة الجسد كنسبة الدهون بالجسم والضغط الطبيعي
وتوجد العديد من العوامل والتي تلعب دورا هاما في التأثير على تجاذب الأشخاص بين بعضهم البعض.

## العوامل المساهمة للجاذبية الجسدية
بعض الملامح الجسدية جذابة في كل من الرجال والنساء كالتناظر الجسدي وخاصة إذا كان بالوجه ويعتبر التناظر مثال جيد على الصحة فالتباين يشير إلى المرض أو إلى إصابة سابقة ولكن ولسوء الحظ فإن التناظر الجسدي بنسبة عالية جدا يعتبر مزعج ويعتبر الشباب ووضوح البشرة ونعومة الجلد بالإضافة إلى ألوان نابضة بالحياة في العينين والشعر من العوامل المساهمة بالجاذبية الجسدية إلا أن هناك بعض الاختلافات والتفضيلات بناء على جنس الشخص وقد بيّنت إحدى الدراسات أن بإمكان الإنسان الحكم على جمال الشخص خلال 100 جزء من الثانية
وأشارت دراسة أُجريت في عام 1921 إلى وجود خمسة سمات للتجاذب الجسدي والتنافر فجمال الوجه أو قبحه يعد من أكثر الصفات تأثيرا، ثم التصرف الحنون وجمال الأسلوب (حسن الخلق) والسلوك التعبيري بإبداء الرأي والانجازات الاجتماعية والعادات الشخصية
وقد حدد غرامر وزملائه 8 مقومات للجمال والتي تشمل الشباب والتماثل الجسدي والوسطية والهرمون الجنسي ورائحة الجسم وطريقة حركة الإنسان (كطريقة المشي) ولون الجلد وملمس الشعر.

## الانجذاب الجسدي للذكور
في المتوسط تنجذب النساء إلى الرجال الذين يتميزون بالاكتاف العريضة وضيق الخصر نسبيا إلى الجذع حيث يمثل ارتباط الجذع مع الخصر حرف V ، كما ينجذب النساء إلى الرجال الذين يكونون أطول منهن ويتميزون بتناظر وجهي مرتفع والوجه الرجولي

## الانجذاب الجسدي للإناث
وجدت الابحاث ان الرجال تجذبهم النساء الشابات والجميلات ذوات التماثل الجسدي ونتيجة للتطور والحداثة أصبح الرجال يركزون على المظهر الخارجي للمراة